# Alexander Koch (éditeur)
Pour les articles homonymes, voir Koch.
Alexander Koch (1860-1939) est un éditeur allemand. Fondateur de la revue d'art Deutsche Kunst und Dekoration, il contribue à la diffusion d'une vision plus moderne de la décoration intérieure et du design en Allemagne.

## Biographie
Né à Cologne, Alexander Koch est le fils d'Ernst Koch (1819-1894), ténor et professeur de musique, et de Mathilde Haberland (1828-1912). Son père est nommé au Conservatoire royal de musique de Stuttgart en 1874 en tant que professeur de chant. Alexander Koch fréquente le lycée et l'école de commerce de Stuttgart. Il travaille chez l'éditeur de polices de caractère Otto Weisert, puis devient apprenti à l'imprimerie communal de Stuttgart. Il trouve un premier emploi stable chez un gros distributeur-papetier à Offenbach. En 1886, il épouse Anna-Maria Hochstätter (1864-1911), fille d'un fabricant de papier peint de Darmstadt, Carl Hochstätter. Ce dernier l'embauche. 
Fin 1887, il fonde sa propre maison d'édition, Verlagsanstalt Alexander Koch, et publie un périodique l'année suivante, Tapeten-Zeitung, consacré au papier peint. En 1890, il lance un magazine de décoration intérieure,  Innen-Dekoration, auquel collabore Henry van de Velde.
En janvier 1897, il lance Deutsche Kunst und Dekoration, qui va devenir en quelques années, le magazine d'art le plus important des pays germanophones. En 1899, il poursuit ses activités d'éditeur de presse spécialisée en lançant Stickerei- und Spitzenzeitung, une revue consacrée à la broderie et à la dentelle, qu'il renomme plus tard Handarbeiten aller Art, et l'ouvre à toutes les formes d'artisanat d'art. C'est également à cette époque que Koch commence à publier des ouvrages d'art illustrés et des monographies. En 1898, il avait organisé à Darmstadt une grande exposition autour des arts décoratifs. 

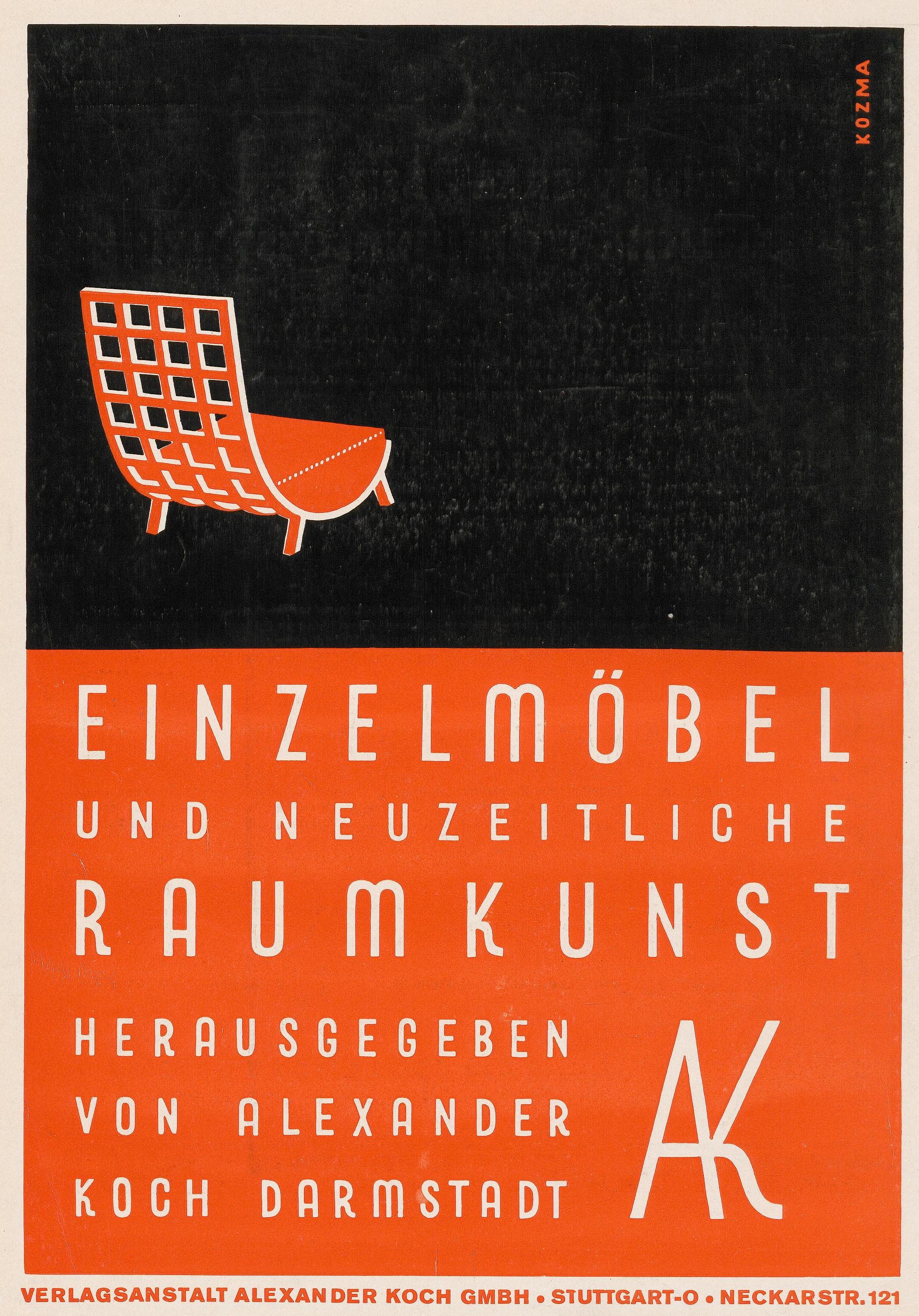
Publicité pour un ouvrage sur le mobilier (1932), conception graphique de Lajos Kozma.

Koch joue un rôle important sur le plan culturel dans la ville de Darmstadt. Soutenu par le grand-duc Ernest-Louis de Hesse, il contribue à lancer en 1899 la construction de la colonie d'artistes de Darmstadt (de) (centre d'art et foyer artistique) situé à Mathildenhöhe, l'un des joyaux architecturaux du jugendstil, auquel sont associés  Peter Behrens, Hans Christiansen, et Joseph Maria Olbrich, entre autres.
Après le mort de sa première femme, Koch épouse en 1914 Elisabeth Sichart von Sichartshoff (1886-1961).
En 1925, est achevée la construction de la « Villa Koch », par Fritz August Breuhaus, qui accueille toute sa collection d'objets d'art et devient un lieu de rencontre pour tous les créateurs de Darmstadt. 
En 1932, la crise économique oblige Koch à revendre sa maison d'édition à la Deutsche Verlags-Anstalt (DVA) afin de la recapitaliser. La DVA appartenant à sa belle-famille, son fils, Alexander Koch junior (1895–1960) passe aux commandes de la filiale de Stuttgart, son père restant à Darmstadt, poursuivant la publication des magazines. En 1935, Alexander Koch est obligé de vendre aux enchères une partie de sa collection d'objets d'art. 
Mort en janvier 1939, une grande partie des locaux de son entreprise est détruite pendant la guerre. Après 1945, son fils, sa fille, et son gendre ont relancé la Koch Verlag, qui finit par être vendue à DRW-Verlag en 1971.